# エリザベス・ムーン

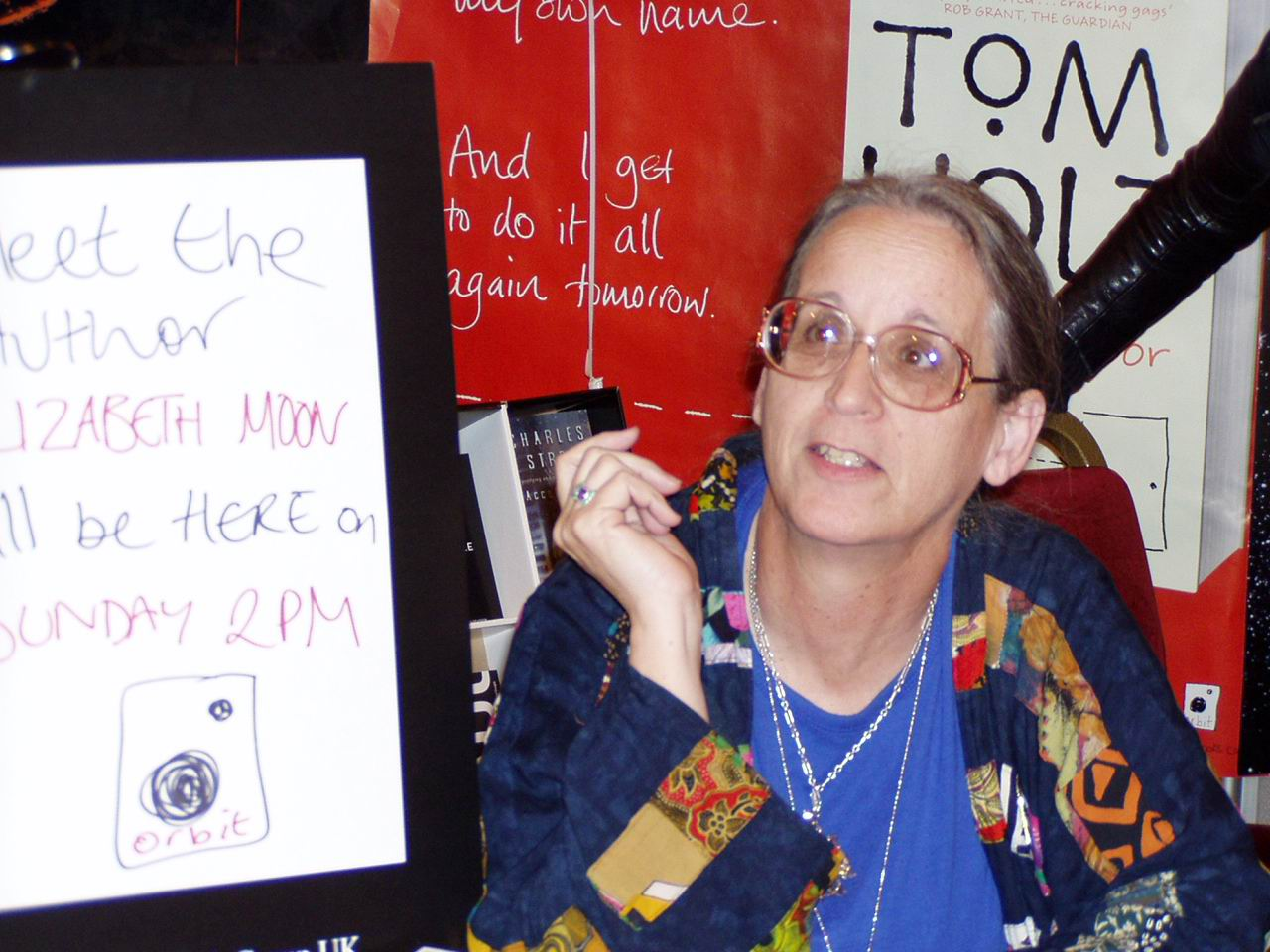
エリザベス・ムーン

エリザベス・ムーン（Elizabeth Moon, 1945年1月2日 - ）は、アメリカのSF作家。小説を書き始める前は、アメリカ海兵隊に所属していた。
2003年に自閉症の青年を主人公にした作品『くらやみの速さはどれくらい』でネビュラ賞を受賞し、「21世紀版『アルジャーノンに花束を』」などの評価を受ける。他に日本語訳されたものとしては女船長「カイラーラ・ヴァッタ」のシリーズが、斎藤伯好・月岡小穂の訳で出版されている。 

## 作品
- The Deed of Paksenarrion
- Planet Pirates
- The Legacy of Gird
- The Serrano Legacy
- Speed of Dark （くらやみの速さはどれくらい）
- Trading in Danger （栄光への飛翔）
- Marque and Reprisal （復讐への航路）
- Engaging th Enemy （明日への誓い）
- Command Decision （未訳）
- Victory Conditions （未訳）